# Хиро Онода
Хиро Онода (транслит. ; Кајнан, 19. март 1922 — Токио, 16. јануар 2014) бивши је официр јапанске обавјештајне службе који се борио у Другом свјетском рату, а који је постао познат по томе што се није предао до 1974. године, након што је провео скоро тридесет година пружајући отпор на Филипинима.

## Војна служба
Онода је 26. децембра 1944. године послат на острво Лубанг на Филипинима. Наређено му је да учини све што је у његовој моћи како би омео непријатељске нападе на острво, укључујући и уништавање узлетне стазе за авионе и пристаништа у луци. Наређено му је још и да се ни под којим условима не предаје нити да сам себи одузме живот.
Када је Онода ступио на острво повезао се са групом јапанских војника који су тамо раније били послати. Официри у тој групи су били виши по чину од Оноде и ометали су га у извршавању задатка, чиме је америчким и филипинским снагама олакшано преузимање острва, што се десило 28. фебруара 1945. У кратком времену након тога, сви јапански војници су погинули или се предали, изузев Оноде и још тројице војника. Онода, који је унапријеђен у поручника, наредио је својим људима да се повуку према брдима.

## Скривање
Онода и његови људи су наставили борбу и након заузимања острва. Повремено би наилазили на летке који су их обавјештавали да је рат завршен, али су их сматрали дијелом непријатељске пропаганде.
Један од четворице, Јуичи Акасу, у септембру 1949. године се одвојио од осталих и након шест мјесеци самосталног отпора предао се. Преостала тројица су то сматрали додатном опасношћу по њихову безбједност, па су постали још пажљивији у скривању. Дана 7. маја 1954. војник Шимада је убијен у потрази која је упућена да их пронађе. Козука је погинуо у борби против локалне полиције 19. октобра 1972, након чега је Онода остао сам. Иако је Онода званично проглашен мртвим у децембру 1959, тај сукоб почетком седамдесетих потврдио је да је још жив, па су послате додатне потраге за њим, али неуспјешно.
Дана 20. фебруара 1974. Оноду је пронашао јапански пустолов Норио Сузуки (који је путовао свијетом и трагао за „поручником Онодом, пандом и грозоморним јетијем, тим редослиједом“) који се са њим спријатељио и убиједио га да се преда. Услов који је Онода поставио био је да му наређење за предају преда лично неко од његових претпостављених.
Сузуки се вратио у Јапан гјде је уз помоћ владе пронашао мајора Танигучија, Онодиног претпостављеног, који је у међувремену радио као продавац књига. Мајор Танигучи је одлетио на Лубанг и 9. марта 1974. обавијестио Оноду да је Јапан поражен у Другом свјетском рату и наредио му да положи оружје.
Поручник Онода се након 29 година скривања вратио из џунгле, прихватио наређење надређеног официра да се преда, у униформи, са сабљом, исправном пушком типа арисака 99, 500 комада муниције и неколико ручних граната. То га чини претпоследњим јапанским војником Другог свјетског рата (последњи који се предао био је Теруо Накамура).
Иако је убио тридесетак филипинских становника и учествовао у неколико борби против полиције, филипински предсједник Маркос је узео у обзир околности и дао му опрост.

## Каснији живот
По повратку у Јапан, Онода је постао толико популаран да су га неки подстицали да се кандидује за јапанску скупштину. Такође, убрзо након предаје издао је и аутобиографију, „Нема предаје: мој Тридесетогодишњи рат“, у којој је до појединости описао свој живот герилца у рату који се одавно завршио. Међутим, Онода се тешко уклапао у нови живот, па се у априлу 1975. одселио за Бразил, гдје се бавио сточарством. Оженио се 1976. године и преузео је водећу улогу у локалној јапанској заједници.
Након што је сазнао за случај једног јапанског младића који је 1980. године убио своје родитеље јер се није уписао на факултет, Онода се 1984. године вратио у Јапан и основао „Онодину школу природе“, образовни камп за младе.
Онода је 1996. године поново посјетио Лубанг и поклонио 10.000 долара мјесној школи у Лубангу. 